# 白家乡 (青川县)
白家乡，是中华人民共和国四川省广元市青川县曾经下辖的一个乡。2019年12月，撤销白家乡，将其所属行政区域划归建峰镇管辖。

## 行政区划
白家乡撤销前下辖以下地区：
松盖社区、松盖村、马村、华尖村、银溪村、火石村、王家村、白果村和侯家村。